# Schieren, Luxemburg
Schieren är en kommun i Luxemburg. Den ligger i kantonen Canton de Diekirch och distriktet Diekirch, i den centrala delen av landet, 24 kilometer norr om huvudstaden Luxemburg. Antalet invånare är 1 769. Arean är 10,4 kvadratkilometer.
Terrängen i Schieren är huvudsakligen platt, men åt nordost är den kuperad.

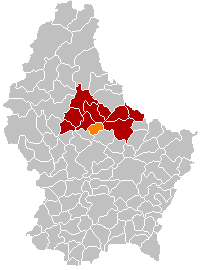
Schieren markerad med orange i karta över Luxemburg

I omgivningarna runt Schieren växer i huvudsak blandskog. Runt Schieren är det ganska tätbefolkat, med 149 invånare per kvadratkilometer.